# Wysokość normalna
Wysokość normalna – iloraz liczby geopotencjalnej (różnica potencjału geoidy i potencjału powierzchni przechodzącej przez punkt) przez przeciętną wartość przyspieszenia normalnego wzdłuż linii pionu pola normalnego siły ciężkości.
Tę samą wartość liczby geopotencjalnej można przedstawić jako różnicę potencjałów elipsoidy ekwipotencjalnej (U0 = W0) oraz potencjału normalnego UQ w takim punkcie Q linii pionu pola normalnego, w którym tenże potencjał jest równy potencjałowi rzeczywistemu WP na fizycznej powierzchni Ziemi w punkcie P: C = U0 – UQ. Punkt Q leży na telluroidzie, której odległość od elipsoidy ekwipotencjalnej jest równa wysokości normalnej Hn. Wynika z tego, że wysokość normalna jest jednocześnie wysokością geometryczną telluroidy (odległością telluroidy od elipsoidy).
Ścisłe wyznaczenie wysokości normalnych możemy otrzymać poprzez całkowanie wzoru na przyspieszenie normalne dla wysokości h ponad elipsoidą. Dzięki procesowi iteracyjnemu możemy dokładnie wyznaczyć wysokość normalną. Przybliżoną wysokość normalną otrzymujemy z różnicy wysokości normalnych. Różnica ta jest sumą poprawki normalnej (wyznaczanej z przeciętnej przyspieszenia normalnego na elipsoidzie dla średniej szerokości i średniej wysokości) i sumy pomierzonych różnic wysokości.